# Nguyễn Quang Lộc
Chiến sĩ Nguyễn Quang Lộc (1953) là một quân nhân Quân đội nhân dân Việt Nam, được trao danh hiệu Anh hùng lực lượng vũ trang nhân dân do thành tích bắn rơi 5 máy bay địch trong chiến tranh Việt Nam.

## Binh nghiệp - Thành tích
Tháng 8/1971, Nguyễn Quang Lộc lên đường nhập ngũ. Hết 6 tháng huấn luyện, tháng 2/1972, ông cùng đơn vị tham gia chiếu đấu tại chiến trường miền Đông Nam Bộ. Sau 3 tháng cùng đơn vị hành quân vượt Trường Sơn vào miền Đông Nam Bộ, ông Lộc đã tham gia chiến đấu liên tục tại Chiến dịch Nguyễn Huệ giải phóng mặt trận Dầu Tiếng, tỉnh Bình Dương; chiến dịch Bầu Bông - Quảng Đức; Sài Gòn - Gia Định và chiến dịch Hồ Chí Minh lịch sử.
Là một trong các xạ thủ tiêu biểu được giao đánh trận đầu, ngày 13/5/1972, với quả đạn đầu ông đã bắn hạ 1 máy bay AD-6 của Mỹ. Ngày hôm sau ông tiếp tục bắn hạ 1 máy bay OV-10. Như vậy, trong 2 ngày mở đầu chiến dịch Nguyễn Huệ đợt 2 tại mặt trận Bình Long, ông bắn rơi 2 máy bay.
Ngày 11/11/1972, ông bắn hạ máy bay thứ 3 ở Tây Ninh. Ngày 18/12/1972, ông bắn rơi máy bay thứ 4 là 1 chiếc L-19 ở Kiến Đức (Đắk Nông).
Do lập nhiều chiến công xuất sắc, tháng 5/1974, ông Lộc là một trong số các xạ thủ tổ A72 được giao nhiệm vụ phối hợp với Đoàn đặc công Rừng Sác 316 anh hùng, luồn sâu vào vùng kiểm soát của địch, bí mật, bất ngờ nổ súng tiêu diệt một mục tiêu đặc biệt do lực lượng tình báo, biệt động báo ra. Đây là nhiệm vụ vinh quang nhưng cũng đầy thử thách bởi có thể hy sinh hoặc rơi vào tay giặc bất cứ lúc nào.
Ngày 9/3/1975, ông cùng đồng đội được lệnh hành quân thần tốc về Sài Gòn, tham gia chiến dịch Hồ Chí Minh lịch sử. Ngày 25/4/1975, tổ A72 của ông tới quận Gò Vấp, có nhiệm vụ bắn tiêu diệt máy bay địch, khống chế máy bay ở sân bay Tân Sơn Nhất không cho cất cánh, hỗ trợ cho xe tăng, bộ binh quân Giải phóng tiến công vào giải phóng Sài Gòn. Vào khoảng 9h30 ngày 29/4/1972, khi chiếc máy bay vận tải cỡ lớn C-119 Flying Boxcar lượn vòng bắn pháo hiệu và đạn xuống hướng tiến quân của ta đã lọt vào tầm ngắm của ông. Ông Lộc nâng quả đạn A-72M lên bắn thiêu cháy chiếc máy bay ngay trên bầu trời Sài Gòn – Chợ Lớn. Theo thông tin của đơn vị phối hợp 316, đây là chiếc máy bay chỉ huy có 2 tên giặc lái cố vấn Mỹ và hàng chục sỹ quan Ngụy. Đó cũng là chiến công có nhiều ý nghĩa đối với ông và đồng đội trong tổ A-72. Chiến thắng này đã cổ vũ mạnh mẽ cuộc tổng tiến công của quân dân ta tiến vào giải phóng Sài Gòn ngày 30/4/1975
Trong 3 năm chiến đấu, ông đã phóng tổng cộng 8 quả tên lửa, bắn rơi 5 máy bay.

## Vinh danh - Khen thưởng
Chủ tịch nước trao tặng danh hiệu Anh hùng Lực lượng vũ trang nhân dân (2018)
Huân chương Chiến công giải phóng hạng Ba
Huân chương Chiến sỹ giải phóng hạng Ba
Huy chương Kháng chiến hạng Nhì
05 Danh hiệu Dũng sĩ - diệt máy bay Mỹ ngụy
Nhiều bằng khen và phần thưởng cao quý khác.

## Gia đình
Trong niềm xúc động, bà Nguyễn Thị Bích Thảo, vợ Anh hùng LLVT nhân dân Nguyễn Quang Lộc, chia sẻ: "Trước đây khó khăn, các gia đình không có điều kiện gặp gỡ, chỉ biết nhau qua những bức ảnh cùng lời kể của chồng. Nay được hội ngộ đầy đủ, chúng tôi rất phấn khởi. Đây là dịp để các anh, các chị ôn lại kỷ niệm, kể về cuộc sống gia đình, sẻ chia những tâm tư, tình cảm, động viên nhau thêm vui tuổi già".

## Liên kết
- https://www.qdnd.vn/hau-phuong-chien-si/tiep-lua-truyen-thong/nguoi-anh-hung-5-lan-ban-roi-may-bay-my-622705
- https://www.qdnd.vn/quoc-phong-an-ninh/xay-dung-quan-doi/nhung-nguoi-vo-nhung-anh-hung-597676